# Strip Me (canción)
«Strip Me» es una canción por Natasha Bedingfield. La canción es el título y segundo sencillo de su tercer álbum de estudio y fue escrita y producido por Ryan Tedder. La canción fue enviada a las radios estadounidenses el 31 de agosto de 2010 y luego en las tiendas en línea de música el 21 de septiembre. El sencillo debutó en el número 95 en Billboard Hot 100 en la semana del 6 de noviembre de 2010 y ha entrado nuevamente en el número 99 y llegado al número 91.

## Lista de canciones
- Descarga digital[1]

1. "Strip Me" — 3:30

- Sencillo CD.

1. "Strip Me" — 3:31
2. "Unexpected Hero" — 3:25 (escrita por Natasha Bedingfield y Daniel Carey)[2] (producida por Dan Carey)[3]
3. "Unwritten" con Carney — 3:44